# Hrvatsko-srpski odnosi
|                    |                  |
| Republika Hrvatska | Republika Srbija |

Hrvatsko-srpski odnosi odnose se na bilateralne međunarodne odnose između Hrvatske i Srbije.

## Odnosi poslije stvaranja versajske Jugoslavije
Odnosi poslije stvaranja versajske Jugoslavije, započeli su 1918., i koji su više manje završili u razdoblju 1995. – 1998. Intenzitet sukoba između Hrvata i Srba se pojačavao ili smanjivao, i pratio je geopolitičke promjene na prostorima u kojima Hrvati i Srbi žive i obuhvaćaju teritorije sljedećih država: Republika Hrvatska, Bosna i Hercegovina, Crna Gora, i Republika Srbija. Sukob se vodio na različitim razinama: na razini zajednica, ekonomski, diplomatski, vojno, ideološki, religijski, intelektualno, podatkovno, emocionalno, kulturno, medijski, sportski. Tokom visokog intenziteta sukoba obje strane koristile su represivne mjere na razini države, prisilnu asimilaciju, atentate, genocid, istjerivanje. Kod niskog intenziteta koriste se ekonomske mjere: različite porezne stope, posebne povlastice, diskriminacija u zapošljavanju, socijalne i medijski pritisci, fizički napadi, tuče između navijača športskih skupina.

## Korijeni sporova
Korijeni hrvatsko-srpskih sporova nisu duboki, ne sežu stoljećima i nisu plod krvne osvete kako se to prikazivalo u stranim medijima tijekom Domovinskoga rata. Hrvati i Srbi u krajevima Habsburške monarhije su živjeli u miru, i zbog podređenoga položaja znali su nastupati zajedno u svezi pojedinih pitanja. Nakon Napoleonskih ratova u 19. stoljeću Europu potresaju velike promjene gdje feudalizam zamjenjuje kapitalizam kao gospodarski temelj društvenoga poretka i dolazi do osnutka novih nacionalnih država.
Ideje Francuske revolucije te model nacionalne države u etničkom nehomogenom području spojen s niskim socio-ekonomskim statusom mnogih naroda nije bila najbolja kombinacija. Raspadom Osmanskog Carstva, na istoku 1812. nastaje Kraljevina Srbija koja je postala samostalna država. Stvaranjem samostalne srpske države ostvarila se stoljetna težnja srpskog naroda koji se oslobodio turske okupacije. Početkom 19. stoljeća pod utjecajem drugih nacionalno romantičkih pokreta u Europi pojavljuje se panslavizam koji je bio ideja o stvaranju jedinstva između slavenskih naroda te da se stvori homogena slavenska država ili neka vrsta labave konfederacije. 
Dominantnu ulogu u južno-slavenskoj zajednici uvelike je imala Kraljevina Srbija, jer je ona tada bila (uz Rusiju) jedina slobodna država s većinskim slavenskim narodom. U Hrvatskoj 1812. započinje razdoblje narodnog preporoda i osvješćivanja i započinje borba za nacionalnu samostalnost. Pojavom Ilirskog pokreta 1830-ih godina uvode se ideje o stvaraju političkog i kulturnog jedinstva južnoslavenskih naroda no taj pokret nije proizveo velike reakcije u Srbiji. U Srbiji u tom vremenu dolazi do kristalizacije nacionalnog plana kroz izgrađivanje kosovskog mita u kojem se izgradio politički program za oslobođenje zemlje predaka odnosno ponovno obnavljanje Dušanovog Carstva. 
Mlada Kraljevina Srbija započinje svoj propagandni program i naglašava težnje prema teritoriju Kosova, Novopazarskog sandžaka i Makedoniji. Paralelno s razvijanjem kosovskog mita započinje i razvijanje programa Velike Srbije kojeg je objavio Ilija Garašanin u Načertanijama, 1844., te proširio Vuka Karadžića u napisu "Srbi svi i svuda" 1849. Djela "Načertanije" i "Srbi svi i svuda" negiraju postojanje Hrvatskog naroda ili ga umanjuju u tolikoj mjeri da je samo podređen srpskom narodu. Svojim izlaskom dolazi do velike protureakcije u hrvatskim intelekutalnim i političkim krugovima te dolazi do stvaranja pravaškog pokreta na čelu s dr. Antom Starčevićem. 
U hrvatskim krajevima nastanjenim srpskim življem dolazi do jačanja osjećaja pripadnosti srpskoj državi (Kraljevni Srbiji), i ti osjećaji pripajanja svojoj matici jačali su iz godine u godinu. Nakon previranja u Monarhiji 1848., hrvatsko građanstvo stvara peticiju Zahtijevanja naroda kojim se traže političke promjene koje su potrebne unutar monarhije kako bi se promijenilo stanje hrvatskog naroda; pripojenje Dalmacije i Vojne krajine Hrvatskoj, ukidanje kmetstva, kao i ekonomska, sudska, jezična i upravna samostalnost od Ugarske. Ovo zahtijevanje Hrvata nije odgovaralo mađarskim interesima pa je razdvajanje srpskih i hrvatskih interesa iskoristio kasnije ban Khuen-Hedervary donošenjem posebnih Srpskih zakona i favoriziranjem Srba u društvenom, ekonomskom i političkom životu unutar Hrvatske. Ban Károly Khuen-Héderváry je ovim potezom koristio Srbe kao saveznike u borbi protiv hrvatskih nastojanja oko osamostaljenja te da Hrvatsku učini sve ovisnijom o Ugarskoj. 
Godine 1883. dolazi do stvaranja Srpskog kluba koji kasnije biva utopljen u unionističku Narodnu stranku. Khuen-Hedervary je svojim vještim političkim manevrima i manipulacijama izbornih jedinica uspio da u izborima 1884. Narodna stranka dobije polovinu mandata u Saboru, a delegati su zastupali interese Hrvatske u Ugarskom parlamentu. Veliki dio izabranih predstavnika Nacionalne stranke bile su osobe srpske nacionalnosti iako su oni sačinjavali samo 25 % stanovništva Banovine Hrvatske. S ovom premoći u Saboru, Srpski klub je izborio Srpske zakone 1884. te preinake 1887. u kojima je izborena autonomija za pravoslavnu Crkvu. Srpski klub se također borio za dvojno hrvatsko-srpsku suverenost na hrvatskim prostorima, no ovo nije bilo zadovoljeno jer iako je to pomagalo u Hrvatskoj, Ugarska nije na to htjela pristati zbog problema u Vojvodini gdje su Srbi bili u većini. Srpski klub se preko svojih glasila "Srpski list" za vrijeme Khuenovog režima suprotstavljao ideji hrvatskog državnog prava sa svojim zahtjevima za političko pravo koje je prema njihovom tumačenju bilo ratificirano Vlaškim statutima (posebnom tretmanu Vojnih krajina) tokom 17. stoljeća. 
Odlaskom Khuen-Hedervaryja s vlasti 1903. godine, dolazi do postupnog smirivanja političke situacije između Srba i Hrvata u Austro-Ugarskoj i pod vodstvom Ante Trumbića i Frana Supila dolazi do dogovora raznih stranaka 1905. (Riječka rezolucija i Zadarska rezolucija) i kada se srpskom narodu priznaje status političkog naroda u Trojednoj kraljevini. Dogovoru nisu bile suglasne Čista stranka prava te Hrvatska pučka seljačka stranka. Razlog dogovora stranaka bila je spoznaja da razdor između Hrvata i Srba u Monarhiji jedino ide na korist mađarskim interesima, Bečkom dvoru te pomaže sve jačem talijanskom iredentističkom pokretu. Dogovorom stranka stvara se Hrvatsko-srpska koalicija s Franom Supilom na čelu. Bečki dvor je ovu koaliciju opasnim za ostvarivanjem svojih planova, a i u neku ruku ova koalicija je bila dobra došla distrakcija uoči pripajanja Bosne i Hercegovine, jer ako može dokazati da postoji zavjera sa srpske strane, da bi se lakše mogla opravdati pripajanje Bosne i Hercegovine. Montiranim procesom u Zagrebu 1909. otvara se Veleizdajnički proces u kojim se 53 članova Srpske samostalne stranke uhićuje i gdje s bili optuženi da s Kraljevinom Srbijom kuju zavjeru u ujedinjenju svih Južnih Slavena u jednu jedinstvenu državu na štetu Austro-Ugarske. 
Čista stranka prava Josipa Franka stala je na stranu Bečkog dvora napadajući Srbe u Hrvatskoj te Hrvatsko-srpsku koaliciju, iako ovo nije bilo uvriježeno mišljenje koje je vladalo u Hrvatskoj. Bez obzira na nedostatak dokaza, većina "zavjerenika" je bila proglašena krivima i poslana u zatvor. Vođa koalicije Fran Supilo također biva optužen 1909. za veleizdaju. Nakon završetka procesa Fran Supilo izlazi iz Hrvatsko-srpske koalicije koja je kasnije pod čelništvom Svetozara Pribićevića s mađarskim vlastima sklapa sporazum 1913. da bi time prestala djelovati kao ujedinjavajuća sila Srba i Hrvata u Austro-Ugarskoj monarhiji. 
Vidi članak: Velika Srbija, Hrvatsko državno pravo, Srpska samostalna stranka, Vlaški statuti, Pravaštvo, Panslavizam, Ilirski pokret, Aneksija Bosne i Hercegovine

## Razdoblje od 1918. do 1941.

### Asimilacija
Tijekom Kraljevine Jugoslavije, službeno se proglašavalo Hrvate i Srbe (također i Slovence, kod kojih zbog tadašnje etničke homogenosti njihovog narodnog prostora nije ta službena politika imala većega učinka) "plemenima" jednog te istog "jugoslavenskog naroda". U praksi se to "narodno jedinstvo" uglavnom provodilo kao srbizacija. 
Tako je u mnogim hrvatskim krajevima dijalektalnu ikavicu i šćakavicu (uglavnom ikavsku, i ponegdje ekavsku) kod Hrvata ubrzano zamijenjivana službeno podržavanom ijekavicom. Kako je upravo ijekavica bio dijelekt kojim je govorio pretežni broj Srba u Hrvatskoj i Bosni i Hercegovini  - stoljećima je tipična situacija bila, da se u hrvatskom selu govori ikavicom, a u susjednom srpskom se koristi ijekavica - u praksi se na "terenu" uglavnom događalo da tradicionalni hrvatski dijalekti nisu zamjenjivani preuzimanjem književne hrvatske štokavice (koja u to doba, uostalom nije bila govorni jezik čak ni u većim gradovima poput Zagreba ili Splita, nego tek jezik za "službene" prigode poput nastave u školama) nego preuzimanjem u govor Hrvata velikog dijela lokalnog ijekavskog govora kojima su se u dotičnom kraju koristili etnički Srbi (a koji su govori, zauzvrat, preuzimali mnoštvo utjecaja iz hrvatskog književnog jezika, kojim su pisani školski udžbenici, novinski članci i službeni dokumenti). Potom su se utjecaji iz tako formiranih substandardnih idioma koristili u daljnjem razvoju književnog jezika; u tome je dio hrvatskih jezikoslovaca, književnika i novinara zdušno sudjelovao, uporno nastojeći promovirati ideju jedinstvenog srpskohrvatskog jezika - prateći na određeni način istodobne pokušaje stvaranja "čehoslovačkog jezika" kao hibrida češkog i slovačkog jezika i osnove za stvaranje jedinstvenog "čehoslovačkog naroda". 
Tome je u tim desetljećima doprinosila potpuna srbizacija vojničke terminologije (zapravo, u jugoslavenskoj vojsci se govorilo - srpski), terminologije kojim su se koristile policijske službe (primjerice se kriminalce sada "hapsi", a ne "uhićuje", za njima se izdaju "potjernice", a ne "tjeralice", i to zbog "krivičnih", a ne "kaznenih" djela), pa i dijela vokabulara preostalih jedinstvenih službi poput poreznih, poštanskih ili željezničkih. 
Mora se opaziti da je i u srpski jezik povodom nastojanja za stvaranje jedinstvenog jezika i naprosto povodom života u zajedničkoj državi primljeno dosta utjecaja iz hrvatskog jezika; naprosto su ta dva jezika postala sličnijima - što će do 1954. godine stvoriti uvjete za sklapanje (ipak neuspješnog) Novosadskog dogovora o ujedinjavanju jezika. 
U vrijeme Kraljevine Jugoslavije se stanovništvo Jugoslavije iz vladajućih krugova - barem do Sporazuma Cvetković-Maček iz 1939. godine, koji je nakon teške političke i kulturalne borbe tijekom dva desetljeća naposljetku označio uspješnu reafirmaciju hrvatstva kao povijesne nacije - ohrabrivalo da se odrekne etničkih denominacija i prihvate pripadnost (virtualnom) jugoslavenskom narodu. Takve će se težnje (makar ne uz potpuno samopouzdanje njihovih aktera) nastaviti i kasnije: na popisu stanovništva iz 1971. bilježi se u čitavoj Jugoslaviji ukupno 273 077 Jugoslavena, tj. 1,33% ukupnog stanovništva. Popis iz 1981. će zabilježiti na području SFRJ 1 216 463 ili 5,4% Jugoslavena. Znatan dio tih osoba su djeca iz tzv. mješovitih brakova, koji su slijedom migracije u gradove i života u etnički miješanim sredinama sve češći; te će osobe nakon raspada Jugoslavije 1990.-ih godina u pravilu odustati od takvog izjašnjavanja i odabrati pripadnost etničkoj zajednici kojoj je pripadao jedan od njihovih roditelja.
Vidi članak:  Sibinjske žrtve, Vrbske_žrtve, Prečani, Vidovdanski ustav, Atentat u Narodnoj skupštini 1928., Velebitski ustanak, Ustaše, Mile Budak

## Razdoblje od 1941. do 1945.
Vidi članak: Drugi svjetski rat u Jugoslaviji, Nezavisna Država Hrvatska

## Razdoblje od 1991. do 1995.
Vidi članak Domovinski rat, Zagrebački sporazum

## Razdoblje od 1996. do 1998.
Vidi članak: Erdutski sporazum, Mirna reintegracija hrvatskoga Podunavlja

## Diplomatska predstavništva
- Veleposlanstvo Republike Hrvatske u Beogradu
- Veleposlanstvo Republike Srbije u Zagrebu
- Konzulat Republike Srbije u Beogradu
- Konzulat Republike Hrvatske u Subotici
- Konzulat Republike Srbije u Vukovaru
- Konzulat Republike Srbije u Rijeci

### Veleposlanici RH u Beogradu
- Davor Božinović (od 2002. do 2004.)
- Tonči Staničić (od 2004. do 2008.)
- Željko Kuprešak (od 2008. do 2013.)
- Gordan Markotić (od 2013. do 2017.)
- Gordan Bakota (od 2017. do danas)

### Veleposlanici SRJ/SCG/RS u Zagrebu
- Milan Simurdić (od 2001. do 2005.)
- Radivoj Cvjetićanin (od 2005. do 2009.)
- Stanimir Vukićević (od 2009.)
- Bosa Prodanović (otpravnik poslova)
- Mira Nikolić (od 2015. do danas)